# Ferrovia Agrigento-Naro-Licata
La ferrovia Agrigento-Margonia-Naro-Licata, con diramazione a Margonia per Canicattì, era una ferrovia a scartamento ridotto della Sicilia oggi dismessa. Alcune tratte di questa linea erano dotate di cremagliera. La linea, delle Ferrovie dello Stato, collegava la stazione di Agrigento Bassa (inizialmente Girgenti) ad alcune importanti miniere di zolfo della Provincia di Caltanissetta e ai grossi centri di Naro, Palma di Montechiaro e Licata. Dal 1933 il capolinea venne spostato nella nuova stazione di Agrigento Centrale.

## Storia
La ferrovia venne concepita in funzione delle esigenze dell'industria mineraria dello zolfo allo scopo di far giungere il minerale estratto ai caricatori di imbarco di Porto Empedocle, Licata e Palma di Montechiaro e per permettere lo spostamento dei minatori pendolari che dalle varie località si dovevano recare al lavoro nelle varie miniere di zolfo disseminate nel territorio dei comuni circostanti. Ma, come tante altre linee secondarie della Sicilia, fu costruita con grande ritardo rispetto alle necessità; progettata in seguito alla Legge Baccarini del 1879 venne costruita in assoluta economia, a scartamento ridotto e con un tracciato tortuoso allo scopo di diminuire al massimo l'esigenza di opere d'arte impegnative.
Fino al 1902, tuttavia, non venne realizzato nulla; a seguito delle conclusioni di un'apposita Regia Commissione e di una legge varata nel corso dell'anno venne ridefinita la modalità di costruzione e di finanziamento in assoluta economia definendo successivamente anche il percorso da realizzare: una tratta da Girgenti per Favara, Naro e Canicattì con diramazione a Naro per Palma di Montechiaro e Licata.
La realizzazione avvenne per tratte e a distanza di tempo: il 28 febbraio 1911 fu aperta la tratta tra Canicattì e Naro, il 4 dicembre 1911 fu raggiunta Camastra, infine il 7 ottobre 1915 il treno arrivò a Licata. I lavori successivi proseguirono a rilento anche a causa dello sforzo bellico così, l'8 maggio 1921, venne aperto il tratto Girgenti-Favara e, il 30 dicembre 1921, quello tra Favara e Margonia; quest'ultima era un semplice Posto di movimento in aperta campagna, a due chilometri da Naro, dove venne creato il bivio per la linea diramata allo scopo di risparmiare sulla spesa. La tratta Canicatti-Naro, inizialmente progettata come parte della linea Agrigento-Canicattì, divenne successivamente una diramazione della stessa, in quanto il tronco Agrigento-Naro, aperto nel 1921, andò a collegarsi al tronco già esistente nella stazione di Margonia invece che in quella di Naro, con i treni che per andare da Agrigento a Canicattì avrebbero dovuto invertire il senso di marcia con l'aggravio di un grossa perdita di tempo per il regresso dei treni provenienti da Naro per i servizi Girgenti-Naro-Canicattì in quanto, sebbene la linea si diramasse in corrispondenza della stazione di Margonia, le relazioni erano impostate secondo la direttrice Naro - Margonia - Canicattì, utilizzando il tratto Naro-Margonia in comune con la linea per Licata.
Soltanto nel 1933 quando finalmente venne inaugurato il tratto di circa 3 km, a doppio scartamento, tra Girgenti (stazione di Agrigento Bassa) e Stazione di Agrigento Centrale i treni da Naro e Licata poterono giungere fino al cuore della città; prima di allora da qualunque direzione o ferrovia si arrivasse per Agrigento si doveva cambiare mezzo di trasporto: calesse, mulo o caval di San Francesco.
La linea quindi era stata realizzata ma in assoluto ritardo sui tempi: il commercio degli zolfi delle zone di Favara, Naro e Palma era ormai sceso a livelli molto inferiori dato che l'apertura della linea ferrata dal nisseno verso il Porto di Catania aveva reso più conveniente e meno costoso lo zolfo dell'area Caltanissetta-Enna. Ma soprattutto con l'apertura nel 1881 del tronco di linea da Campobello a Licata le zone suddette vennero del tutto tagliate fuori dato che il trasporto dello zolfo su carriaggi a trazione animale costava mediamente quasi il doppio di quello spedito per ferrovia.
La linea risultò quindi passiva e soprattutto obsoleta già dall'inizio. Nata per gli scopi industriali dell'area assolveva malamente quelli di trasporto viaggiatori. Una certa quantità di trasporto merci di prodotti agricoli come frutta secca, cereali, ortaggi, legumi secchi e olii essenziali (le fave e i legumi spediti negli anni venti raggiungevano le 45.000 tonnellate) alimentava il traffico ferroviario ma lo sviluppo del trasporto su strada l'avviò ad un lento declino data la bassissima velocità commerciale dovuta alla cremagliera. Il servizio ferroviario venne completamente soppresso il 28 settembre 1958. La chiusura della linea e il suo smantellamento vennero decisi con Decreto del Presidente della Repubblica n. 875 del 26 agosto 1959. Tale atto fu oggetto di un contenzioso per conflitto di competenza tra la Presidenza della Regione Siciliana e il Ministero dei trasporti su cui dovette pronunciarsi la Corte Costituzionale con la sentenza n.13 del 1960.

## Caratteristiche
|  | Unknown route-map component "d" | Continuation backward |

| Unknown route-map component "d" | Head station | Unknown route-map component "dSTR" |

| Unknown route-map component "STR+l" | Unknown route-map component "dKRZo" | One way rightward |

| Unknown route-map component "SHI3l" | Unknown route-map component "dSHI3g+r" |  |

|  | Station on track |

|  | Unknown route-map component "xABZgl" | Unknown route-map component "CONTfq" |

|  | Unknown route-map component "exTUNNEL1" |

|  | Unknown route-map component "exSTR" |

|  | Unknown route-map component "exTUNNEL1" |

|  | Unknown route-map component "exhKRZWae" |

|  | Unknown route-map component "exSTR+Za" |

|  | Unknown route-map component "exSTR+Ze" |

|  | Unknown route-map component "exBHF" |

|  | Unknown route-map component "exSTR+Za" |

|  | Unknown route-map component "exTUNNEL1" |

|  | Unknown route-map component "exSTR+Ze" |

|  | Unknown route-map component "exBHF" |

|  | Unknown route-map component "exSTR+Za" |

|  | Unknown route-map component "exTUNNEL1" |

|  | Unknown route-map component "exSTR+Ze" |

|  | Unknown route-map component "exHST" |

|  | Unknown route-map component "exSTR+Za" |

|  | Unknown route-map component "exSTR+Ze" |

|  | Unknown route-map component "exhKRZWae" |

|  | Unknown route-map component "exABZg+l" | Unknown route-map component "exCONTfq" |

|  | Unknown route-map component "exHST" |

|  | Unknown route-map component "exBHF" |

|  | Unknown route-map component "exBHF" |

|  | Unknown route-map component "exSTR+Za" |

|  | Unknown route-map component "exSTR+Ze" |

|  | Unknown route-map component "exBHF" |

|  | Unknown route-map component "exSTR+Za" |

|  | Unknown route-map component "exSTR+Ze" |

|  | Unknown route-map component "exhKRZWae" |

|  | Unknown route-map component "exHST" |

|  | Unknown route-map component "exHST" | Unknown route-map component "CONT1+f" |

|  | Unknown route-map component "exBHF-L" | Unknown route-map component "BHF-R" |

|  | Unknown route-map component "exCONT3+g" | Straight track |

|  |  | Continuation forward |

|  | Unknown route-map component "CONTgq" | Unknown route-map component "CONT1+f" + Unknown route-map component "STR+r" |

|  | Unknown route-map component "exKBHFa-L" | Unknown route-map component "BHF-R" |

| Unknown route-map component "c" |  | Unknown route-map component "exABZgl" | Unknown route-map component "eKRZu" | Unknown route-map component "excCONTfq" |

|  | Unknown route-map component "exSTR" | Unknown route-map component "CONT2+g" |

|  | Unknown route-map component "exBHF" |

| Unknown route-map component "exCONTgq" | Unknown route-map component "exABZg+r" |  |

|  | Unknown route-map component "exBHF" |

|  | Unknown route-map component "exCONTf" |

La linea venne armata con rotaie da 27 kg/m montate su traverse di legno distanti 0,82 m l'una dall'altra. Nei sei tratti a cremagliera, complessivamente 10,8 km, questa, del tipo Strub da 44 kg/m, era montata al centro del binario fissata alle stesse traverse montate a distanza inferiore. Il raggio di curvatura minimo era di 100 m e la pendenza massima era del 75 per mille sulle tratte ad aderenza artificiale.
Tale tipo di costruzione, molto in economia, permetteva solo basse velocità di linea non superiori a 30 km/h per i treni a vapore e a 45 km/h per le automotrici nei tratti ad aderenza naturale. La breve diramazione Canicattì - Bivio Margonia, che aveva una pendenza massima del 25‰ non aveva tratti a cremagliera e l'unica fermata della diramazione era quella di Rocca di Mendola, una frazione agricola di Naro.
L'esercizio, come per le altre linee della rete, venne svolto a Dirigenza unica con sede a Naro; le stazioni erano presenziate da semplici assuntori e prive di segnalamento eccetto il semplice Palo indicatore a segnare il punto di fermata prima di impegnare le stazioni sede di incrocio o di precedenza.
Non venne mai fatto alcun ammodernamento degli impianti fino alla chiusura, né vennero impiegate automotrici.

### Percorso
La linea era provvista di sei tratti a cremagliera con pendenza del 75‰ per complessivi 10+26 km: dal km 3+300 al km 5+195; dal km 11+307 al km 12+798; dal km 14+374 al km 15+406; dal km 16+568 al km 18+031; dal km 38+608 al km 40+618; dal km 40+938 al km 43+271. Le progressive sono riferite alla stazione di Agrigento Bassa.
Il tratto Agrigento Centrale - Agrigento Bassa era comune alla linea a scartamento ordinario Palermo - Agrigento Centrale e alla linea a scartamento ridotto Castelvetrano - Agrigento Centrale. I treni provenienti da Licata potevano arrivare fino ad Agrigento Centrale grazie ad un binario a scartamento ridotto interposto tra il binario a scartamento ordinario.
Il percorso, partendo da Agrigento Bassa, prevedeva un primo tratto a cremagliera per raggiungere la stazione di Favara a 291 m s.l.m. oltre la quale si scendeva nel bacino zolfifero all'interno del quale si trovavano la stazione per il carico del minerale, Zolfare Deli, e una fermata successiva, Deli, per i minatori che si recavano all'accesso delle miniere. La linea proseguiva ancora in salita verso il Bivio Margonia al quale non corrispondeva alcuna località ed aveva il solo scopo di diramazione per Canicattì. La linea continuava a salire fino ai 419 m di Naro, grosso centro ad economia agricola e mineraria dopo di che iniziava a scendere verso Palma di Montechiaro, giungendo sulla costa a Torre di Gaffe e terminando la corsa a Licata la cui stazione era raccordata al porto mediante un raccordo di poco meno di 1 km a doppio scartamento.
Il binario a scartamento ridotto tra Agrigento Bassa e Agrigento Centrale rimase in esercizio anche dopo la chiusura della linea, utilizzato dalla ferrovia Castelvetrano - Agrigento Centrale.

### Stato attuale
La sede ferroviaria, non più armata, è rintracciabile solo a tratti come strada campestre sterrata. La maggior parte del tracciato è invece scomparso, con lunghi tratti di ex-sedime  trasformato in strada asfaltata o inglobato nei campi coltivati. Le opere d'arte sono generalmente ancora visibili, anche se alcune sono in cattivo stato. È abbandonata e fatiscente la gran parte dei fabbricati delle ex-stazioni e i caselli. Nell'abitato di Favara, un viadotto in curva è stato riutilizzato per un percorso pedonale e alla periferia della città un ex-casello  è stato ristrutturato e adibito a bar. L'ex-stazione di Naro, ben conservata è utilizzata come casa cantoniera dall'ANAS. L'ex-stazione di Camastra è oggi una caserma dei Carabinieri.

## Materiale rotabile
Per il servizio sulla linea vennero utilizzate le locomotive a vapore del gruppo R.370.

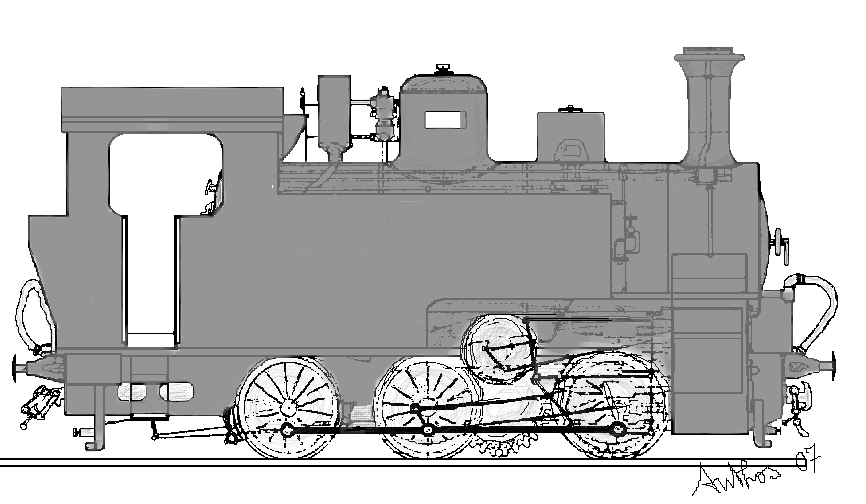
Disegno di una locomotiva R370 in servizio sulla linea
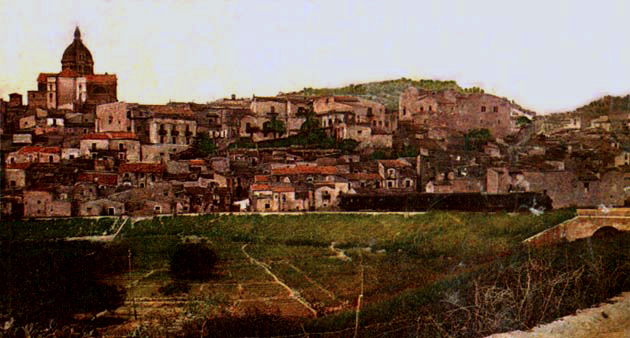
Locomotiva Gruppo R370 con vagoni in transito in contrada Cicchillo presso Favara